# Sat Sri Akaal
Sat Sri Akaal (Punjabi: ਸਤਿ ਸ਼੍ਰੀ ਅਕਾਲ) is een strijdkreet, die ook als algemene begroeting wordt gebruikt door sikhs.

## Etymologie
Sat betekent in het Punjabi waarheid. Sri is een eretitel die zijn oorsprong heeft in het Sanskriet, die ook in verschillende andere Indische talen wordt gebruikt. Akaal bestaat uit het Punjabi-woord Kal, wat tijd betekent, en het voorvoegsel a- dat in verschillende Indiase talen wordt gebruikt als een manier om van een woord zijn antoniem te maken, dus akal betekent tijdloos.

## Gebruik
Bolo so nihal, Sat sri akaal (ਬੋਲੋ ਸੋ ਨਿਹਾਲ, ਸਤਿ ਸ੍ਰੀ ਅਕਾਲ): Schreeuw hardop in extase, Waarheid is de Tijdloze, de volledige strijdkreet gegeven door Goeroe Gobind Singh.